# Лавьяно
Лавьяно (итал. Laviano) — коммуна в Италии, располагается в регионе Кампания, в провинции Салерно.
Население составляет 1590 человек, плотность населения составляет 28 чел./км². Занимает площадь 56 км². Почтовый индекс — 84020. Телефонный код — 0828.